# Paz Estevan de Heriz
Paz Estevan de Heriz (Barcelona, 15 de setembre de 1970) és una jugadora de rugbi catalana, ja retirada.
Formada al CE INEF Barcelona, debutà a la màxima competició el 1990. A partir de 1995, jugà amb el RC l'Hospitalet, amb el qual aconseguí dos Campionats d'Espanya. L'any 2000 va fitxar per la UE Santboiana, retirant-se cinc anys més tard. Fou internacional amb la selecció espanyola en quaranta-dues ocasions, destacant la victòria al Campionat d'Europa de 1995. També participà al Campionat del Món de rugbi de 1998 i 2002, i en diferents edicions del Torneig de les Sis Nacions. Entre d'altres distincions, va rebre la medalla de bronze de la Federació Espanyola de Rugbi l'any 2000.

## Palmarès
Clubs
- 2 Campionat d'Espanya de Rugbi femení: 1996-97, 1997-98

Selecció espanyola
- 1 medalla d'or al Campionat d'Europa de rugbi femení: 1995
- 4 medalles d'argent al Campionat d'Europa de rugbi femení: 1996, 1999, 2000, 2001
- 1 medalla de bronze al Campionat d'Europa de rugbi femení: 1997